# بونتيان
بونتيان هو قديس وفق المعتقدات المسيحية وبابا الكنيسة الكاثوليكية الثامن عشر من 21 يوليو 230 وحتى 29 سبتمبر 235، خلال بابويته انتهى انشقاق هيبوليتوس في روما، ومن ثم نفاه الإمبراطور إلى خارج روما نحو سردينيا ويقال أنه استقال من منصبه في 28 سبتمبر، ومن غير المعروف كيف عاش في المنفى، ووفقًا للدليل البابوي الذي يصدره الكرسي الرسولي سنويًا فإن الاستقالة جاءت في أعقاب المعاملة اللاإنسانية والصعوبات التي تلقاها في مناجم سردينا، وقد توفي وفق التقليد في جزيرة تافولارا. وقد حدد عيده في 19 نوفمبر، وحاليًا يحتفل به في 13 أغسطس. نقل البابا فابيان رفاته إلى روما ودفنه بالقرب من البابا كاليستوس الأول، وقد اكتشف قبره وقبر سلفه عند اكتشاف سرداب الموتى في روما عام 1909، وقد نقش على على شاهدة القبر "بونتيان، الأسقف الرسولي والشهيد"؛ ومن غير المعروف تفاصيل أوفى عن حبريته.